# خولنا شیپیارد
خولنا شیپیارد ({{lang-bn|খুলনা শিপইয়ার্ড লিমিটেড) شرکت دولتی کشتی‌سازی و صنایع جنگ‌افزاری بنگلادشی است، که در سال ۱۹۵۷ توسط نیروی دریایی بنگلادش تأسیس شد.